# Mondragón
Mondragón (bask. Arrasate) – miasto w Hiszpanii, w regionie Kraj Basków. W 2005 liczyło 22 615 mieszkańców.
W mieście swoją siedzibę posiada przedsiębiorstwo Mondragon Corporation. Dziesiąta co do wielkości hiszpańska firma pod względem obrotów majątkowych i wiodąca grupa biznesowa w Kraju Basków.

## Współpraca
- Valverde del Fresno, Hiszpania